# Pentas micrantha
Pentas micrantha är en måreväxtart som beskrevs av John Gilbert Baker. Pentas micrantha ingår i släktet Pentas och familjen måreväxter.

## Underarter
Arten delas in i följande underarter:
- P. m. micrantha
- P. m. wyliei